# Šljivova
Šljivova (cyr. Шљивова) – wieś w Serbii, w okręgu maczwańskim, w gminie Krupanj. W 2011 roku liczyła 702 mieszkańców.